# SN 2009ew
SN 2009ew – supernowa typu Ia odkryta 16 maja 2009 roku w galaktyce A163859+1758. W momencie odkrycia miała maksymalną jasność 18,70m.